# 1906
| 1906                                                                     |
| ------------------------------------------------------------------------ |
| Dødsfald - Fødsler                                                       |
| • Begivenheder • Film • Litteratur • Musik • Politik • Sport • Videnskab |

| Gregoriansk kalender | 1906 MCMVI              |
| Ab urbe condita      | 2659                    |
| Armensk kalender     | 1355 ԹՎ ՌՅԾԵ            |
| Kinesiske kalender   | 4602 – 4603 乙巳 – 丙午 |
| Etiopisk kalender    | 1898 – 1899             |
| Jødisk kalender      | 5666 – 5667             |
| Hindukalendere       |                         |
| - Vikram Samvat      | 1961 – 1962             |
| - Shaka Samvat       | 1828 – 1829             |
| - Kali Yuga          | 5007 – 5008             |
| Iransk kalender      | 1284 – 1285             |
| Islamisk kalender    | 1324 – 1325             |

Konge i Danmark: Christian 9. 1863-1906 og Frederik 8. 1906-1912
Se også 1906 (tal)

## Begivenheder
- Kvinderne får stemmeret i Finland.
- "Den Store Sædelighedsaffære" startede, hvor den danske presse gik til angreb på homoseksuelle mænd.
- Dreyfus-affæren afsluttes.

### Januar
- 30. januar – Frederik 8. bestiger den danske trone

### Februar
- 1. februar – Folketælling i Kongeriget Danmark
- 16. februar - Kong Christian IX bisættes

### Marts
- 10. marts - Londons undergrundslinje Bakerloo line åbnes

### April
- 7. april - Vesuv går i udbrud med store lavamænger og ødelægger dele af Napoli.
- 7. april - Algierkonferencen afsluttes. hvorved Frankrig og Spanien opnår kontrol over Morocco og giver Tyskland et diplomatisk nederlag
- 18. april - et jordskælv, efterfulgt af ildebrand, ødelægger størstedelen af San Francisco; mere end 1000 mennesker omkommer, og 28.000 huse ødelægges

### Maj
- 18. april – Jordskælv i San Francisco, USA. 8,3 på Richter-skalaen. 452 omkomne
- 10. maj - den første duma åbnes af zar Nikolai 2. af Rusland. Det er første gang, der har været frie valg i Rusland
- 22. maj - Wilbur Wright tager patent på sin flyvemaskine, som er den første moderne af slagsen
- 28. maj - den russiske zar stiller store landarealer til rådighed for bønderne

### Juni
- 12. juni - i Nidarosdomkirken i Trondhjem vies prins Carl af Danmark og prinsesse Maud af England som norsk kongepar; han under navnet Haakon 7. af Norge
- 22. juni - den danske prins Carl lader sig krone som kong Haakon 7. af Norge
- 24. juni - Danmark-ekspeditionen startes fra Langelinje i København[1]

### Juli
- 11. juli - Helsingør-Hornbæk-Gilleleje Banen indvier strækningen Hornbæk - Gilleleje

### September
- 3. september - Danmark sætter varmerekord i september med 32,3 °C målt i Randers (t.o.m. 2011)
- 12. september – Jacob Ellehammer foretager den første flyvning i Norden
- 20. september - det på det tidspunkt største skib i Verden, Mauretania bliver søsat

### Oktober
- 1. oktober - som de første i Europa, får de finske kvinder stemmeret
- 3. oktober – åå årsdagen for den anden slotsbrand på Christiansborg åbner Sophus Falck Redningskorpset for København og Frederiksberg A/S – i dag Falck
- 3. oktober - SOS indføres som internationalt nødsignal
- 16. oktober – Köpenick-affæren i Tyskland, svindleren Wilhelm Voigt ("kaptajnen fra Köpenick") beslaglægger Berlinforstaden Köpenicks kommunekasse forklædt som officer
- 28. oktober - S/S Skjalm Hvide af København strander ved Nørre Vorupør. Skibet bliver slået til vrag - alle om bord overlever

### November
- 6. november – Nordisk Film grundlægges af Ole Olsen
- 22. november - på en international radiotelegrafkongres i Berlin bliver det vedtaget at bruge SOS (··· – – – ···) som bogstaverne for det internationale nødråbskald

## Født
- 1. januar – Aksel Møller, dansk politiker og borgmester (død 1958).
- 11. januar – Albert Hofmann, schweizisk kemiker, der som den første fremstillede LSD (død 2008).
- 12. januar – Emmanuel Levinas, fransk filosof og Talmud-tolker (død 1995).
- 12. januar – Ernst Syberg, dansk maler (død 1981).
- 15. januar – Aristoteles Onassis, græsk skibsreder (død 1975).
- 30. januar – Per Gundmann, dansk skuespiller (død 1967).
- 4. februar – Dietrich Bonhoeffer, tysk præst og nazistmodstander (død 1945).
- 7. februar – Puyi, Kinas sidste kejser (død 1967).
- 15. februar – Børge Møller Grimstrup, dansk skuespiller (død 1972).
- 18. februar – Hans Asperger, østrigsk børnelæge (død 1980).
- 22. februar – Helge Kjærulff-Schmidt, dansk skuespiller (død 1982).
- 28. februar - Benjamin "Bugsy" Siegel, amerikansk gangster og casinoejer (død 1947).
- 9. marts – Bernhard Christensen, dansk komponist, pianist og organist (død 2004).
- 16. marts – Francisco Ayala, spansk forfatter (død 2009).
- 19. marts – Adolf Eichmann, tysk SS-officer (død 1962).
- 2. april – Arvid Müller, dansk manuskript- og tekstforfatter (død 1964).
- 4. april – Willy Falck Hansen, dansk cykelrytter (død 1978).
- 14. april – Sven Peter Sabroe, dansk journalist (død 1996).
- 14. april – Elga Olga Svendsen, dansk skuespiller og sanger (død 1992).
- 18. april – Else Højgaard, kgl. dansk solodanser og skuespiller (død 1979).
- 22. april – Eddie Albert, amerikansk skuespiller (død 2005).
- 28. april - Kurt Gödel, østrigsk logiker og matematiker. (død 1978).
- 20. maj – Kaj Engholm, dansk tegner (død 1988).
- 28. maj – Karen Berg, dansk skuespiller (død 1995).
- 28. maj – Aase Ziegler, dansk skuespiller (død 1975).
- 22. juni – Billy Wilder, polsk-amerikansk filmmanuskriptforfatter og filminstruktør (død 2002).
- 2. juli – Ellen Jansø, dansk skuespiller (død 1981).
- 3. juli – George Sanders, engelsk skuespiller (død 1972).
- 11. august – Esther Ammundsen, dansk læge og medicinaldirektør (død 1992).
- 11. august - Otto Ferdinand Kortsch, dansk lærer og medlem af det tyske mindretals ledelse (død 1998).
- 1. september – Aksel Schiøtz, dansk tenor (død 1975).
- 11. september – Aksel E. Christensen, dansk historiker (død 1981).
- 19. september – Carla Hansen, dansk forfatter (Rasmus Klump) (død 2001).
- 25. september – Dmitrij Sjostakovitj, russisk komponist (død 1975).
- 2. oktober – Arne Sørensen, dansk politiker (død 1978).
- 10. oktober – Leo Mathisen, dansk musiker ("Take it easy") (død 1969).
- 12. oktober - Francis Hong Yong-ho, romersk-katolske biskop i Nordkorea.
- 13. oktober – Poul Sørensen, dansk digter og tekstforfatter (død 1973).
- 21. oktober – Beatrice Bonnesen, dansk skuespiller (død 1979).
- 21. oktober – Erik Jensen, dansk biskop og kgl. konfessionarius (død 1975).
- 27. oktober – Kazuo Ohno, japansk danserinde (død 2010).
- 30. oktober – Nino Farina, italiensk racerkører (død 1966).
- 8. november – H.C. Hansen, dansk statsminister (død 1960).
- 12. november − Jens Christian Christensen, dansk folketingsmedlem fra Venstre (død 1982).
- 16. december – Barbara Kent, canadisk skuespillerinde (død 2011).
- 19. december – Leonid Bresjnev, præsident og generalsekretær i Sovjetunionen fra 1964 til sin død i 1982.
- 21. december – Frode Jakobsen, dansk politiker og modstandsmand (død 1997).
- 23. december – Gunnar Sträng, tidligere svensk finansminister (død 1992).
- 31. december – Valsø Holm, dansk skuespiller (død 1987).

## Dødsfald
- 5. januar – Edvard Søderberg, dansk digter og forfatter (født 1869).
- 29. januar – Christian 9., dansk konge (født 1818).
- 13. februar – Albert Gottschalk, dansk maler (født 1866).
- 6. april – Alexander Kielland, norsk forfatter (født 1849).
- 19. april – Pierre Curie, fransk fysiker (født 1859).
- 23. maj – Henrik Ibsen, norsk dramatiker (født 1828).
- 8. juni – C.F.E. Horneman, dansk komponist (født 1840).
- 28. juli – August Jerndorff, dansk maler (født 1846).
- 15. august - Hans Christian Holch, dansk politiker (født 1837).
- 15. december - Friedrich Spiegel, tysk orientalist (født 1820).

## Nobelprisen
- Fysik – Sir Joseph John Thomson
- Kemi – Henri Moissan
- Medicin – Camillo Golgi, Santiago Ramón y Cajal (Nervesystemets opbygning.)
- Litteratur – Giosuè Carducci
- Fred – Theodore Roosevelt (USA), amerikansk præsident, for skabelsen af fredstraktaten i den russisk-japanske krig.

## Sport
- Ved de olympiske mellemlege vinder Danmark 3 guldmedaljer, heraf en i fodbold.
- 26. juni - første Grand Prix i Le Mans afholdes
- 3. september – Battling Nelson taber sin VM-titel i letvægt mod Joe Gans i verdenshistoriens længste titelkamp, da han bliver diskvalificeret i 42. omgang.

## Bøger
Johannes V. Jensens skelsættende digtsamling Digte udgives med prosadigte, digte fra hans tidligere værker og oversættelse af tre Walt Whitmans digte. Blandt prosadigtene er Ved Frokosten og Paa Memphis Station.
En anden jysk digter, Jeppe Aakjær, udgiver sit lyriske hovedværk Rugens Sange og andre Digte.